# Биссе-ла-Пьер
Биссе́-ла-Пьер (фр. Bissey-la-Pierre) — коммуна во Франции, находится в регионе Бургундия. Департамент коммуны — Кот-д’Ор. Входит в состав кантона Лень. Округ коммуны — Монбар.
Код INSEE коммуны — 21078.

## Население
Население коммуны на 2010 год составляло 76 человек.
| 1962 | 1968 | 1975 | 1982 | 1990 | 1999 | 2010 |
| ---- | ---- | ---- | ---- | ---- | ---- | ---- |
| 98   | 83   | 71   | 59   | 54   | 86   | 76   |

## Экономика
В 2010 году среди 43 человек трудоспособного возраста (15—64 лет) 35 были экономически активными, 8 — неактивными (показатель активности — 81,4 %, в 1999 году было 70,4 %). Из 35 активных жителей работали 33 человека (22 мужчины и 11 женщин), безработных было 2 (1 мужчина и 1 женщина). Среди 8 неактивных 2 человека были учениками или студентами, 4 — пенсионерами, 2 были неактивными по другим причинам.